# جيم هنري (لاعب هوكي جليد)
جيم هنري هو لاعب هوكي جليد كندي، ولد في 23 أكتوبر 1920 في وينيبيغ في كندا، وتوفي بنفس المكان في 21 يناير 2004.

## وصلات خارجية
- جيم هنري على موقع دوري الهوكي الوطني (الإنجليزية)
- جيم هنري على موقع قاعة مشاهير الهوكي (لاعب أن.إتش.أل) (الإنجليزية)
- جيم هنري على موقع EliteProspects.com (الإنجليزية)
- جيم هنري على موقع HockeyDB.com (الإنجليزية)
- جيم هنري على موقع Hockey-Reference.com (الإنجليزية)